# Manzonia geometrica
Manzonia geometrica is een slakkensoort uit de familie van de Rissoidae. De wetenschappelijke naam van de soort is voor het eerst geldig gepubliceerd in 2007 door Beck & Gofas.